# تالینرانتا
تالینْرانْتا (به فنلاندی: Talinranta) یک منطقهٔ مسکونی در فنلاند است که در هلسینکی واقع شده‌است. تالینرانتا ۰٫۴۰ کیلومتر مربع مساحت و ۱٬۲۲۶ نفر جمعیت دارد.